# Mistrzostwa Świata Juniorów w Saneczkarstwie 2012
27. Mistrzostwa Świata Juniorów w Saneczkarstwie 2012 odbyły się w dniach 13 - 19 lutego w niemieckim Königssee. W tym mieście mistrzostwa odbyły się po raz czwarty (wcześniej w 1986, 1991, 2003). Rozegrane zostały cztery konkurencje: jedynki kobiet, jedynki mężczyzn, dwójki mężczyzn oraz zawody drużynowe. Po raz kolejny najwięcej medali wywalczyli reprezentanci Niemiec.

## Wyniki

### Jedynki kobiet
- Data: Sobota 18 lutego 2012

| Medal | Zawodniczka          | Narodowość        | Czas     | Strata |
| ----- | -------------------- | ----------------- | -------- | ------ |
|       | Aileen Frisch        | Niemcy            | 1:42.873 |        |
|       | Nathalie Burkhardt   | Niemcy            | 1:43.094 | +0.221 |
|       | Katrin Rudolph       | Niemcy            | 1:43.564 | +0.691 |
| 4.    | Luzie Löscher        | Niemcy            | 1:43.879 | +1.006 |
| 5.    | Dayna Clay           | Kanada            | 1:43.887 | +1.014 |
| 6.    | Emily Sweeney        | Stany Zjednoczone | 1:43.899 | +1.126 |
| 7.    | Kate Hansen          | Stany Zjednoczone | 1:44.075 | +1.202 |
| 8.    | Miriam Kastlunger    | Austria           | 1:44.290 | +1.417 |
| ...   | ...                  | ...               | ...      | ...    |
| 16.   | Natalia Wojtuściszyn | Polska            | 1:45.673 | +2.800 |

### Jedynki mężczyzn
| Medal | Zawodnik               | Narodowość | Czas     | Strata |
| ----- | ---------------------- | ---------- | -------- | ------ |
|       | Władimir Pitilimow     | Rosja      | 1:40.224 |        |
|       | Dominik Fischnaller    | Włochy     | 1:40.302 | +0.078 |
|       | Georg Reumschüssel     | Niemcy     | 1:40.311 | +0.087 |
| 4.    | Aleksandr Pierietiagin | Rosja      | 1:40.373 | +0.149 |
| 4.    | Florian Berkes         | Niemcy     | 1:40.373 | +0.149 |
| 6.    | Chris Eissler          | Niemcy     | 1:40.600 | +0.376 |
| 7.    | Toni Gräfe             | Niemcy     | 1:40.803 | +0.579 |
| 8.    | Emanuel Rieder         | Włochy     | 1:40.811 | +0.587 |
| ...   | ...                    | ...        | ...      | ...    |
| 30.   | Jakub Kowalewski       | Polska     | 1:46.958 | +6.734 |

### Dwójki mężczyzn
- Data: Niedziela 19 lutego 2012

| Medal | Zawodnicy                            | Narodowość | Czas     | Strata |
| ----- | ------------------------------------ | ---------- | -------- | ------ |
|       | Nico Grüssner/Toni Förtsch           | Niemcy     | 1:34.201 |        |
|       | Robin Geueke/David Gamm              | Niemcy     | 1:34.402 | +0.201 |
|       | Tim Brendel/Florian Funk             | Niemcy     | 1:34.493 | +0.292 |
| 4.    | Andriej Bogdanow/Andriej Miedwiediew | Rosja      | 1:34.836 | +0.635 |
| 5.    | Luca Hunziker/Christian Maag         | Szwajcaria | 1:35.216 | +1.015 |
| 6.    | Jozef Čikovský/Patrik Tomaško        | Słowacja   | 1:35.272 | +1.071 |
| 7.    | Marian Zemanik/Jozef Petrulak        | Słowacja   | 1:35.283 | +1.082 |
| 8.    | Jurij Kalinin/Siergiej Bielajew      | Rosja      | 1:35.429 | +1.228 |
| ...   | ...                                  | ...        | ...      | ...    |
| 19.   | Patryk Poręba/Karol Mikrut           | Polska     | 1:37.390 | +3.189 |

### Drużynowe
- Data: Niedziela 19 lutego 2012

| Medal | Zawodnicy                                                                    | Narodowość        | Czas     | Strata |
| ----- | ---------------------------------------------------------------------------- | ----------------- | -------- | ------ |
|       | Aileen Frisch/Georg Reumschüssel/Nico Grüssner/Toni Förtsch                  | Niemcy            | 2:30.134 |        |
|       | Jekatierina Baturina/Władimir Pitilimow/Andriej Bogdanow/Andriej Miedwiediew | Rosja             | 2:31.061 | +0.927 |
|       | Maria Messner/Dominik Fischnaller/Florian Gruber/Simon Kainzwaldener         | Włochy            | 2:31.727 | +1.593 |
| 4.    | Dayna Clay/Mitchel Malyk/Justin Tobin/Taylor Donegan                         | Kanada            | 2:32.060 | +1.926 |
| 5.    | Emily Sweeney/Tucker West/Tyler Andersen/Anthony Espinoza                    | Stany Zjednoczone | 2:32.352 | +2.218 |
| 6.    | Miriam Kastlunger/David Gleirscher/David Trojer/Philip Knoll                 | Austria           | 2:33.330 | +3.196 |
| 7.    | Ulla Zirne/Artur Darznieks/Kristens Putins/Imants Marcinkēvičs               | Łotwa             | 2:33.941 | +3.807 |
| 8.    | Veronika Figliarova/Marian Zemanik/Jozef Čikovský/Patrik Tomaško             | Słowacja          | 2:33.942 | +3.808 |
| ...   | ...                                                                          | ...               | ...      | ...    |
| 10.   | Natalia Wojtuściszyn/Jakub Kowalewski/Patryk Poręba/Karol Mikrut             | Polska            | 2:35.770 | +5.636 |

## Klasyfikacja medalowa
| Miejsce | Państwo |   |   |   | Razem |
| ------- | ------- | - | - | - | ----- |
| 1.      | Niemcy  | 3 | 2 | 3 | 8     |
| 2.      | Rosja   | 1 | 1 | 0 | 2     |
| 3.      | Włochy  | 0 | 1 | 1 | 2     |